# Lucidio Sentimenti
Lucidio Sentimenti, in Italien auch kurz Sentimenti IV (* 1. Juli 1920 in Bomporto (MO); † 28. November 2014 in Turin), war ein italienischer Fußballspieler.
In seiner aktiven Karriere spielte er meist als Torwart unter anderem für Juventus Turin und Lazio Rom. Sentimenti IV, genannt „Cochi“, agierte aber auch als Feldspieler und erzielte dabei sogar einige Treffer.

## Karriere
Lucidio Sentimenti war mit einer Körpergröße von 1,70 m zwar recht klein für einen Torwart, hatte dafür aber eine hervorragende Athletik, großartige Reflexe und war für seinen Mut und seine Strafraumbeherrschung berühmt.
Sentimenti entstammt einer der größten Fußballerfamilien Italiens. Seine Brüder Ennio (I), Arnaldo (II), Vittorio (III) und Primo (V) spielten ebenfalls in der Serie A und wurden deshalb, der Einfachheit halber, meist nur kurz Sentimenti I bis V genannt.

### Im Verein
Nachdem er in der Saison 1938/39 für seinen Heimatverein FC Modena sein Serie-A-Debüt gefeiert und insgesamt vier Spielzeiten beim emilianischen Klub gespielt hatte, wechselte Sentimenti 1942 zu Juventus Turin.
Nach nur einer Saison im Dress der bianconeri für Sentimenti IV wurde die italienische Fußballmeisterschaft aufgrund des Zweiten Weltkriegs ausgesetzt. In der 1944 ausgetragenen Kriegsmeisterschaft wurde der vielseitige Sentimenti wegen eines Fingerbruchs als Rechtsaußen eingesetzt und erzielte dabei gegen die AC Asti und den Varese FC jeweils ein Tor, gegen die AS Casale gelang ihm sogar ein Doppelpack. In der Saison 1945/46, als die Serie A wieder aufgenommen wurde, ging Sentimenti mit seinem Elfmeter-Treffer gegen Atalanta Bergamo als erster Torhüter, dem in einem Serie-A-Spiel ein Torerfolg gelang, in die Geschichte des italienischen Fußballs ein.
Nachdem er sich in den Nachkriegsjahren bei Juventus zum Führungsspieler entwickelt hatte, wechselte Sentimenti IV 1949 zu Lazio Rom und wurde auch dort zu einer der Symbolfiguren der Nachkriegszeit. Bei Lazio spielte er auch mit seinen Brüdern Vittorio und Primo zusammen.
1954 verließ Lucidio Sentimenti Lazio in Richtung Lanerossi Vicenza, wo er bis 1957 spielte. Danach lief er bis 1960 noch für den unterklassigen Klub Cenisia Turin auf, in der Saison 1958/59 spielte er für kurze Zeit für den AC Turin, der sich zu dieser Zeit Talmone Turin nannte.

### In der Nationalmannschaft
Lucidio Sentimenti absolvierte zwischen 1945 und 1953 insgesamt neun Länderspiele für die Italienische Nationalmannschaft. In der denkwürdigen Begegnung gegen Ungarn vom 11. Mai 1947 war er der einzige Italiener auf dem Feld, der nicht Mitglied des Grande Torino war.

## Persönliches
Weil der als hervorragender Elfmeterschütze bekannte Sentimenti 1942 für den FC Modena im Spiel gegen die SSC Neapel einen Strafstoß gegen seinen Bruder Arnaldo verwandeln konnte, wechselte dieser daraufhin zwei Jahre lang kein Wort mehr mit ihm. Erst auf Initiative des Vaters hin versöhnten sich die beiden wieder.